# شهرستان رایت (مینه‌سوتا)
شهرستان رایت، مینه‌سوتا (به انگلیسی: Wright County, Minnesota) شهرستانی در ایالات متحده آمریکا است که در مینه‌سوتا واقع شده‌است.